# FlyOne
FlyOne — Авіакомпанія зі штаб-квартирою у Кишиневі, Молдова.

## Напрямки
Напрямки на жовтень 2018:
| Місто         | Країна          | Аеропорт                         | Примітки        | Посилання |
| ------------- | --------------- | -------------------------------- | --------------- | --------- |
| Анталія       | Туреччина       | Анталія (аеропорт)               | Сезонний чартер | [ 2 ]     |
| Кишинів       | Молдова         | Кишинів (аеропорт)               | базовий         |           |
| Дублін        | Ірландія        | Дублін (аеропорт)                |                 |           |
| Іракліон      | Греція          | Іракліон (аеропорт)              | Сезонний чартер | [ 2 ]     |
| Ізмір         | Туреччина       | Ізмір (аеропорт)                 | Сезонний чартер | [ 2 ]     |
| Лісабон       | Португалія      | Лісабон (аеропорт)               | Сезонний        |           |
| Лондон        | Велика Британія | Лондон-Саутенд (з 19 липня 2019) | Сезонний        | [ 3 ]     |
| Москва        | Росія           | Москва-Внуково                   |                 | [ 4 ]     |
| Парма         | Італія          | Парма (аеропорт)                 |                 |           |
| Шарм-ель-Шейх | Єгипет          | Шарм-ель-Шейх (аеропорт)         | Сезонний чартер | [ 2 ]     |
| Верона        | Італія          | Верона (аеропорт)                |                 |           |

## Флот

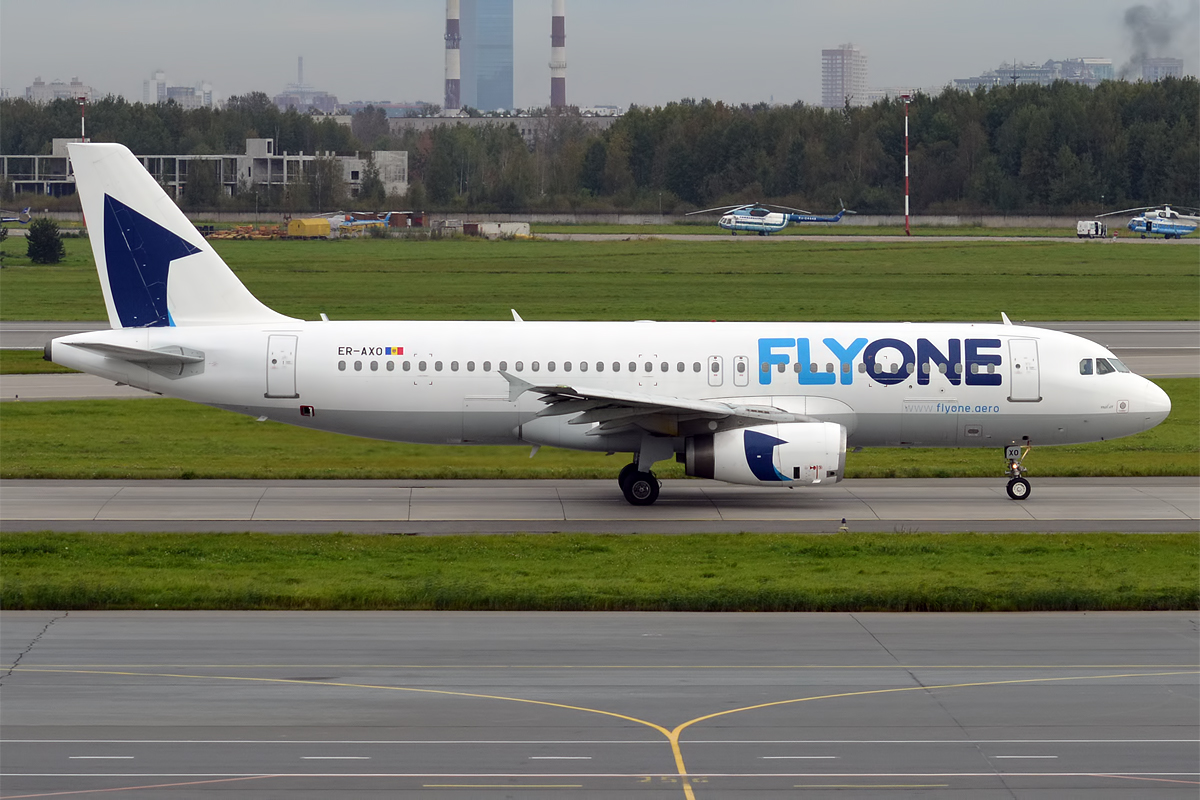
Airbus A320 Fly One в аеропорту Пулково

Флот FlyOne на жовтень 2018:
| Airbus A319-100 | 1 |   | 138 |  |  |  |
| Airbus A320-200 | 2 | — | 180 |  |  |  |
| Разом           | 3 | 0 |     |  |  |  |